# Réfrigérateur à dilution

Diagramme de phase de la solution ^{3}He–^{4}He liquide, montrant la séparation des phases à basses températures.

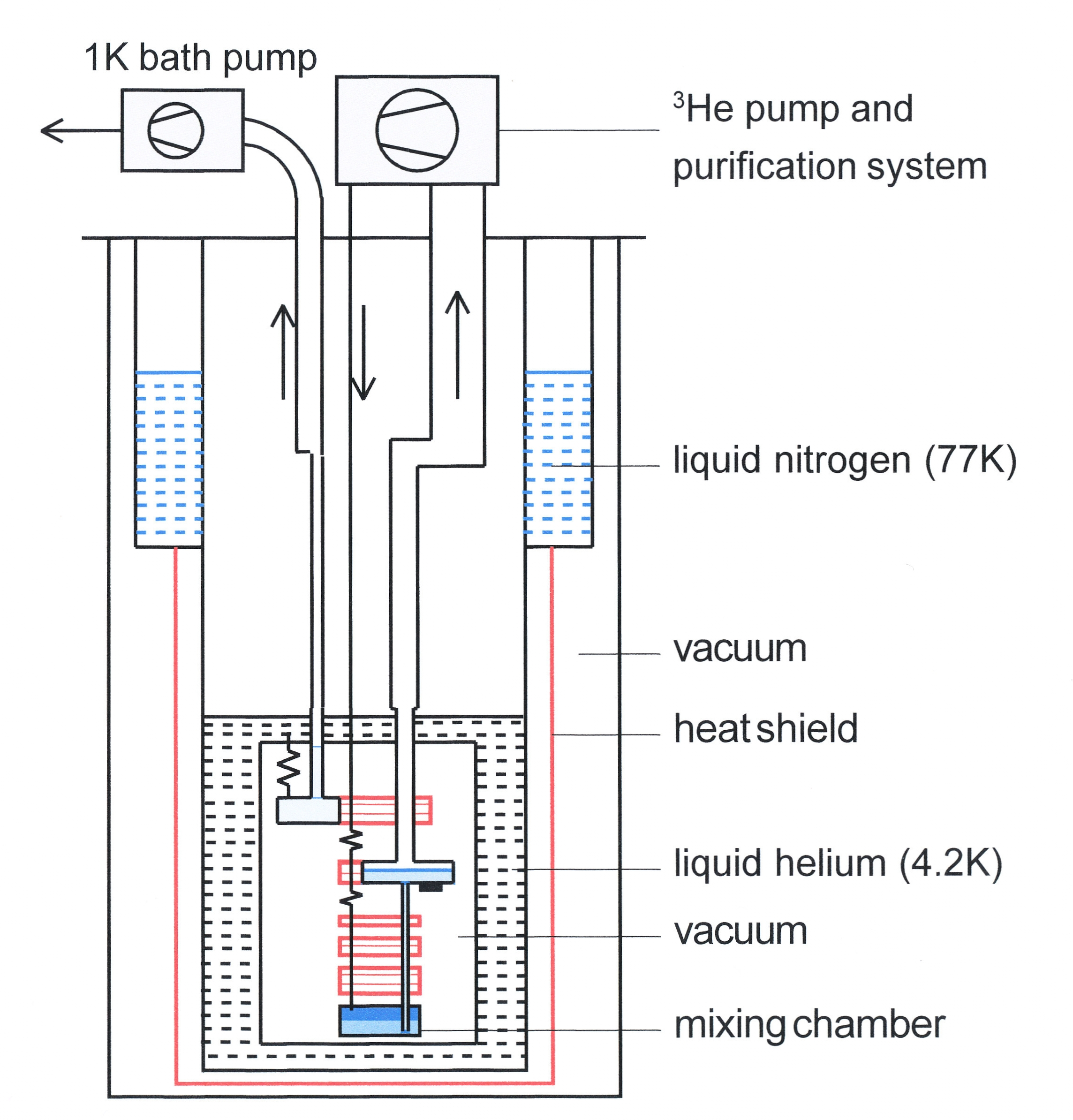
Schéma d’un réfrigérateur à dilution standard, ou « mouillé » : utilisant des fluides cryogéniques annexes.

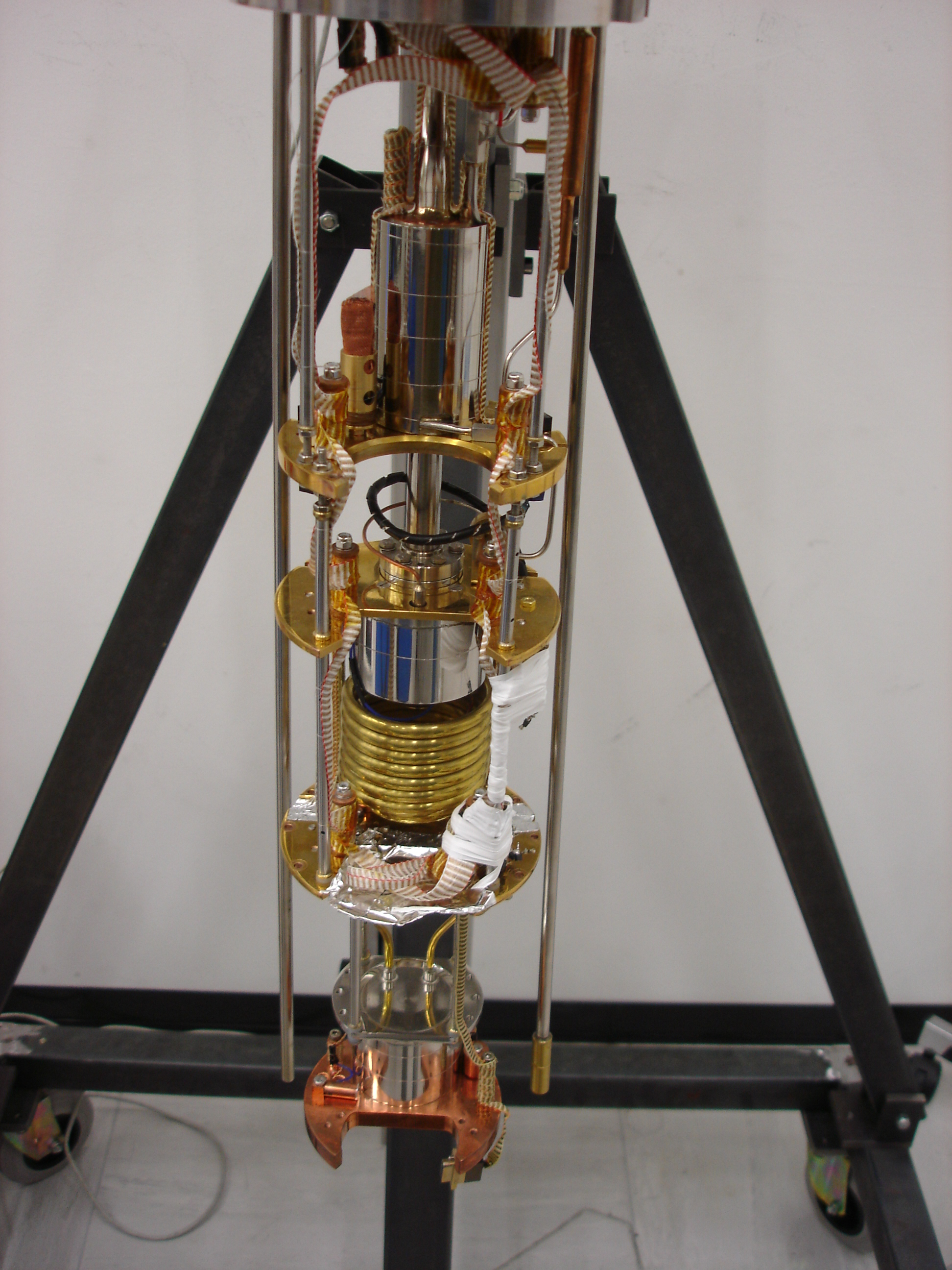
L’intérieur d’un réfrigérateur à dilution à hélium, sans les parois isolantes à vide.

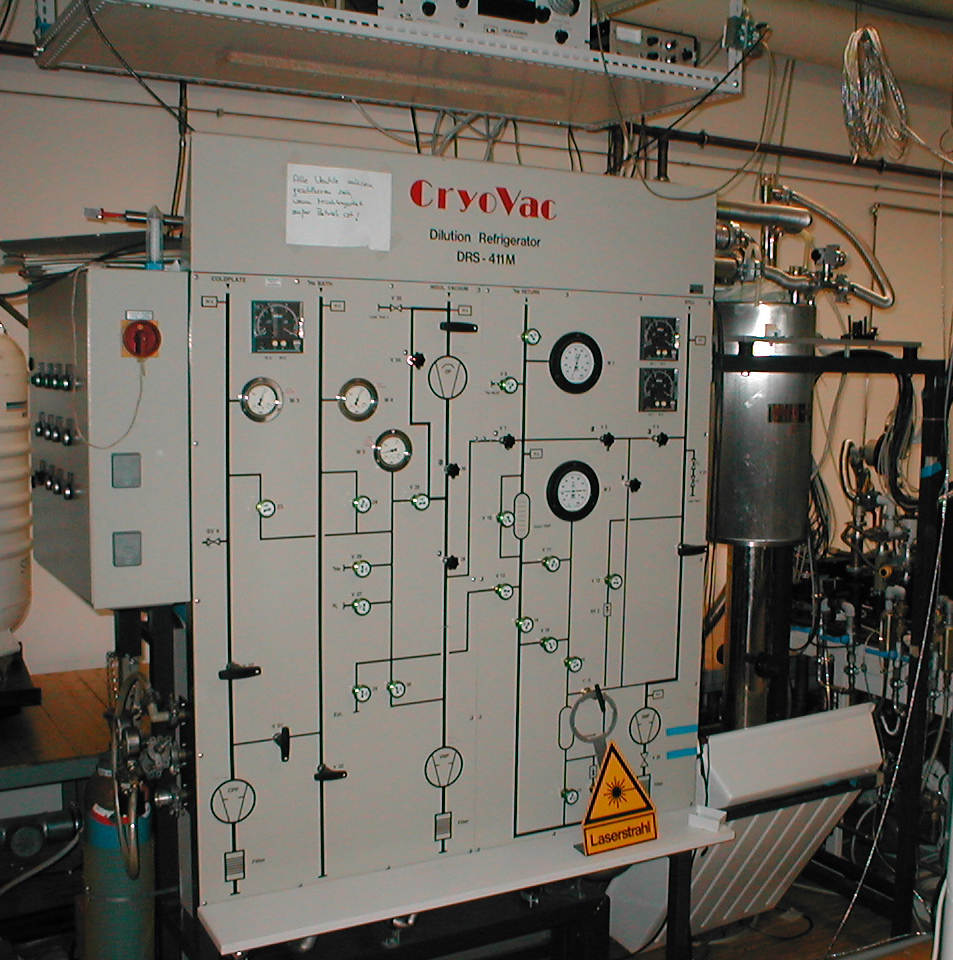
Tableau de contrôle des circuits des gaz d’un réfrigérateur à dilution à hélium.

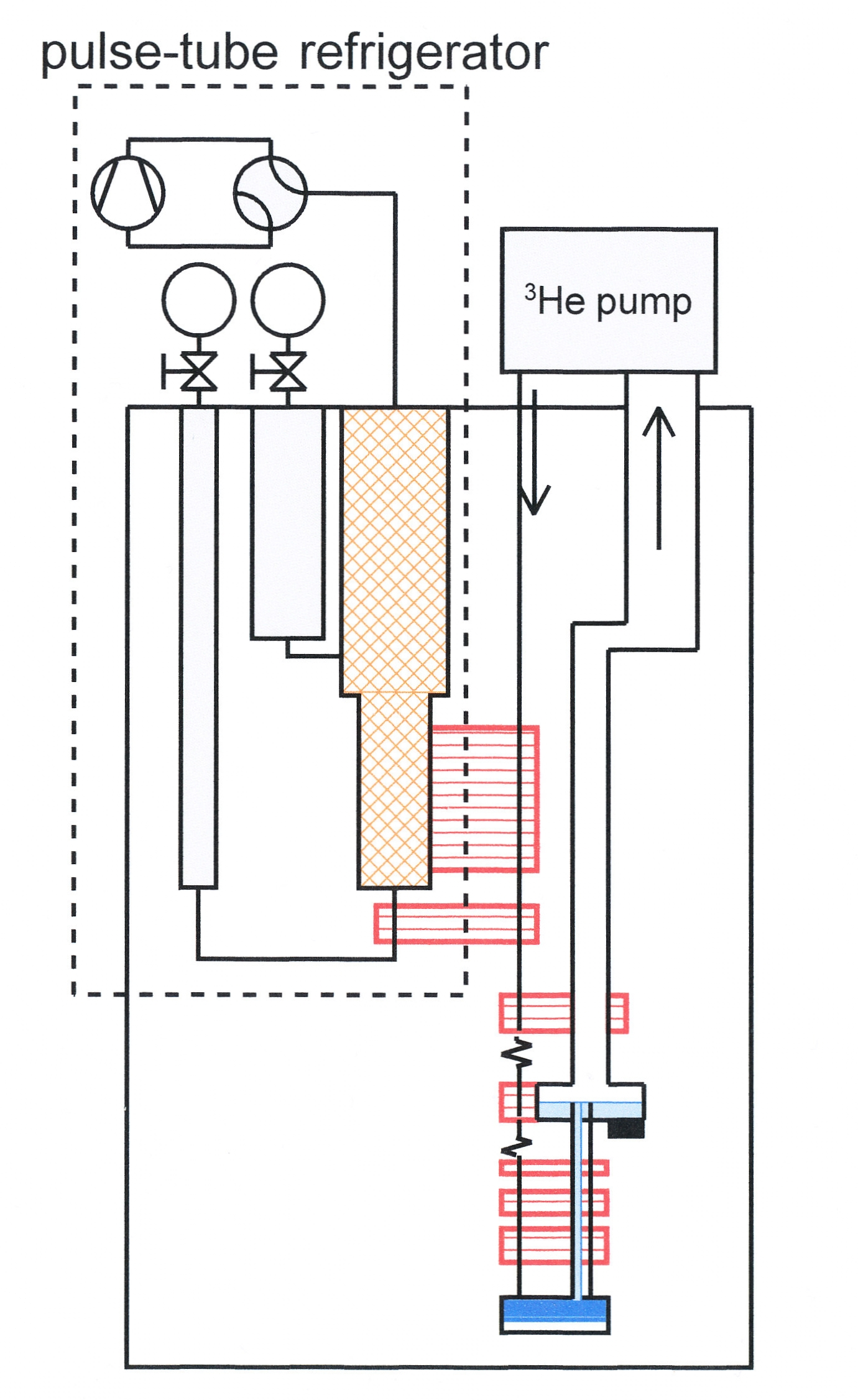
Schéma d’un réfrigérateur à dilution sans fluides cryogéniques, dit « sec » ; pré-refroidit par un à deux étages, indiqué par le rectangle en pointillés.

Un réfrigérateur à dilution 3He/4He est une catégorie de cryoréfrigérateur qui fournit un refroidissement continu aux températures cryogéniques aussi basses que 2 mK, sans pièces mobiles dans la région à basse température. La puissance frigorifique est fournie par la chaleur de mélange des deux phases liquides riches en hélium 3 et en hélium 4, respectivement. C'est la seule méthode de réfrigération continue pour atteindre des températures au-dessous de 0,3 K.
Le réfrigérateur à dilution a été d'abord proposé par Heinz London au début des années 1950 et a été expérimentalement réalisé en 1964 dans Kamerlingh Onnes Laboratorium à l'université de Leyde.

## Principe de fonctionnement
Le processus de réfrigération utilise un mélange de deux isotopes d'hélium : hélium 3 et hélium 4. Quand il est refroidi approximativement au-dessous de 870 mK, le mélange subit une séparation de phase spontanée pour former une phase riche en hélium 3 (la phase concentrée) et une phase pauvre en hélium 3 (la phase diluée). Comme indiqué dans le diagramme de phase, aux températures très basses, la phase concentrée est formée d’hélium 3 quasi-pur, tandis que la phase diluée contient environ 6,6 % d’hélium 3 et 93,4 % d’hélium 4. Le liquide de travail de ce réfrigérateur est l'hélium 3 qui est propulsé par des pompes à vide fonctionnant elles à température ambiante.

### Réfrigérateurs à dilution «humides» (à fluides cryogéniques)
L’hélium 3 (gazeux) entre dans le cryostat à une pression de quelques centaines de millibars. Dans le réfrigérateur de dilution classique (connu comme un réfrigérateur de dilution « humide »), l’hélium 3 est pré-refroidi et purifié par l'azote liquide à 77 K puis par un bain d’hélium 4 à 4,2 K. Ensuite, l’hélium 3 entre dans une chambre à vide où il est à nouveau refroidi à une température de 1,2-1,5 K par le « bain 1 K » : un bain d’hélium 4 liquide qui est pompé, diminuant ainsi son point d'ébullition. Le bain 1 K liquéfie l’hélium 3 gazeux et absorbe sa chaleur de condensation. L’hélium 3 entre alors dans l'impédance principale, un capillaire avec une grande résistance de flux. Il est alors refroidi à une température de 500-700 mK. Par la suite l’hélium 3 coule par une impédance secondaire et d'un ensemble d'échangeurs thermiques à contre-courant où il est refroidi par un flux froid d’hélium 3. Finalement, l’hélium 3 pur entre dans la chambre de mélange, la zone la plus froide du dispositif.
Dans la chambre de mélange, deux phases du mélange hélium 3 - hélium 4, la phase concentrée (pratiquement 100 % d’hélium 3) et la phase diluée (environ 6,6 % d’hélium 3 et 93,4 % d’hélium 4), sont en équilibre et séparées par une frontière de phase. À l'intérieur de la chambre, l’hélium 3 est dilué lorsqu’il coule de la phase concentrée à la frontière de phase dans la phase diluée. La chaleur nécessaire pour la dilution est la puissance frigorifique utile du réfrigérateur, car le processus de dilution de l’hélium 3 au travers de la frontière de phase est endothermique et enlève la chaleur de l'environnement de la chambre de mélange. L’hélium 3 quitte alors la chambre de mélange dans la phase diluée. Dans son parcours vers le haut, l’hélium 3, dilué et froid, refroidit le courant d’hélium 3 rejoignant la chambre de mélange via les échangeurs thermiques jusqu'à ce qu'il entre dans la chambre d’évaporation. Dans la chambre d’évaporation, l’hélium 3 coule au travers de l’hélium 4 superfluide qui est au repos. 

La pression dans la chambre d’évaporation est gardée basse (environ 10 Pa) par les pompes (qui, elles, fonctionnent à température ambiante). La vapeur dans la chambre d’évaporation est pratiquement composée d’hélium 3 pur, qui a une pression partielle beaucoup plus haute que l’hélium 4 à 500-700 mK. La pompe crée donc une différence de pression osmotique qui fait aller plus d’hélium 3 de la phase concentrée vers la phase diluée dans la chambre de mélange, et ensuite vers le haut de la chambre de mélange vers la chambre d’évaporation. La chaleur est fournie à la chambre d’évaporation pour maintenir un flux stable d’hélium 3. Les pompes compriment l’hélium 3 à une pression de quelques centaines de millibars et le renvoient dans le cryostat, complétant le cycle.

### Réfrigérateurs à dilution «secs» (à cryo-refroidisseur)
Les réfrigérateurs de dilution modernes peuvent pré-refroidir l’hélium 3 avec un cryo-refroidisseur en place de l'azote liquide, de l'hélium liquide et d’un bain 1 K. 

Aucune provision externe de liquides cryogéniques n'est nécessaire dans ces « cryostats secs » et l'opération peut être hautement automatisée. Cependant, les cryostats secs ont de hauts besoins en énergie et sont soumis aux vibrations mécaniques, comme ceux produits par des réfrigérateurs à tube d'impulsion. Les premières machines expérimentales ont été construites dans les années 1990, quand les cryorefroidisseurs (commerciaux) sont devenus disponibles, capables d'atteindre une température plus basse que celle de l'hélium liquide et avoir une puissance frigorifique suffisante (de l'ordre de 1 W à 4,2 K). Les refroidisseurs à tube d'impulsion sont des cryo-refroidisseurs généralement utilisés dans des réfrigérateurs de dilution « secs ».
Les réfrigérateurs à dilution « secs » suivent généralement une des deux conceptions. 

Une des conceptions incorpore une enceinte intérieure à vide, qui est utilisée pour initialement pré-refroidir la machine à partir de la température ambiante jusqu’à la température de base du refroidisseur à tube d'impulsion (utilisant un échangeur de chaleur à gaz). Cependant, à chaque fois que le réfrigérateur est refroidi, un sceau à vide qui supporte les températures cryogéniques doit être fait, et des passages à travers le vide à basses température doivent être utilisés pour le câblage expérimental. 

L'autre conception est plus difficile à mettre en œuvre, exigeant les échangeurs de chaleur qui sont nécessaires pour pré-refroidir, mais aucune enceinte interne à vide n’est nécessaire, réduisant grandement la complexité du câblage expérimental. Ce dernier type est utilisé pour la caméra sub-millimétrique du SCUBA-2 sur le James Clerk Maxwell Telescope.

## Puissance de refroidissement
La puissance de réfrigération (en watts) dans la chambre de mélange est approximativement donnée par :
{\displaystyle {\dot {Q}}_{\text{m}}\;[{\text{W}}]=\left({\dot {n}}_{3}\;[{\text{mol/s}}]\right)\left(95(T_{\text{m}}\;[{\text{K}}])^{2}-11(T_{\text{i}}\;[{\text{K}}])^{2}\right)}
- où {\displaystyle {\dot {n}}_{3}} est le taux molaire de circulation de l’hélium 3 ;
- Tm est la température de la chambre de mélange ;
- et Ti la température de l’hélium 3 entrant dans la chambre de mélange[2].

Dans le cas d’une puissance thermique nulle, il y a une proportion fixée entre les deux températures :
{\displaystyle T_{\text{m}}={\frac {T_{\text{i}}}{2,8}}.}
De cette relation, il est clair qu’une Tm basse ne peut être atteinte que si Ti est basse. Dans des réfrigérateurs à dilution, Ti est réduite en utilisant des échangeurs thermiques, comme indiqué dans le diagramme schématique de la région à basse température ci-dessus. Cependant, aux températures très basses cela devient plus difficile en raison de la dite résistance de Kapitza, qui est une résistance thermique à la surface entre les liquides d'hélium et le corps solide de l'échangeur thermique. Elle est inversement proportionnelle à T4 et à la superficie « A » échangeant la chaleur. 

Autrement dit, obtenir la même résistance thermique nécessiterait d'augmenter la surface d'un facteur 10 000 si la température était réduite par un facteur 10. Pour obtenir une résistance thermique basse aux basses températures (au-dessous d'environ 30 mK), une grande superficie est nécessaire. Plus la température (visée) est basse, plus grande doit être la surface. En pratique, on utilise une poudre d'argent très fine, afin de réduire la résistance thermique.

## Limitations
Il n'y a aucune limitation fondamentale aux basses températures atteignables par les réfrigérateurs à dilution. Pourtant l’échelle de température est limitée à environ 2 mK pour des raisons pratiques. Aux températures très basses autant la viscosité que la conductivité thermique du liquide circulant deviennent plus grandes lorsque la température est abaissée. Pour réduire le chauffage visqueux les diamètres de l'admission et les tubes d’entrée et de sortie de la chambre de mélange doivent varier comme Tm−3 ; et pour baisser le flux de chaleur, les longueurs des tubes devraient varier comme Tm−8. 

Cela signifie que réduire la température d’un facteur 2 nécessiterait d'augmenter le diamètre d'un facteur 8 et la longueur d’un facteur 256. Par conséquent le volume devrait être augmenté d'un facteur 214 = 16 384. Autrement dit : chaque cm3 à 2 mK deviendrait 16 384 cm3 à 1 mK. 

Les machines deviendraient très grandes et très chères. Il y a une alternative puissante pour un refroidissement au-dessous de 2 mK : la démagnétisation nucléaire (en).

## Sources
- (en) Cet article est partiellement ou en totalité issu de l’article de Wikipédia en anglais intitulé « Dilution refrigerator » (voir la liste des auteurs).